# Флаг сельского поселения Огудневское
Флаг сельского поселения О́гудневское является официальным символом муниципального образования сельское поселение Огудневское Щёлковского муниципального района Московской области Российской Федерации.
Флаг утверждён 5 апреля 2006 года и внесён в Государственный геральдический регистр Российской Федерации с присвоением регистрационного номера 2298.
Флаг составлен на основании герба сельского поселения Огудневское по правилам и соответствующим традициям вексиллологии и отражает исторические, культурные, социально-экономические, национальные и иные местные традиции.

## Описание
«Флаг сельского поселения Огудневское представляет собой прямоугольное полотнище, крестообразно разделённое на жёлтые и зелёные четверти; каждая из жёлтых четвертей несёт изображение зелёной ели, верхняя зелёная четверть несёт изображение белой восьмилучевой звезды, смещённой к верхнему углу у свободного края; в нижней зелёной четверти — нисходящая диагональная белая волнистая полоса; поверх линии деления — белый украшенный крест с сиянием».

## Обоснование символики
Главная фигура — белый (серебряный) крест — символизирует огромную роль православной церкви в истории Огудневской земли. Расположенные здесь многочисленные церкви и монастыри занимались благоустройством земель, вели просветительскую деятельность. На территории современного сельского поселения имел владения один из крупнейших монастырей России — Чудов монастырь, при котором в XVII веке была создана первая греко-латинская школа. Участие в становлении российской системы образования показано сиянием, окружающим крест. Крест — традиционный символ подвижничества, духовности, процветания.
Белая (серебряная) звезда — символ путеводности, стремления вперёд и развития — дополняет символику фигуры креста, а также аллегорически показывает проходившие здесь знаменитые Троицкую дорогу и Хомутовский тракт.
Современная территория Огудневского сельского поселения включает в себя целый ряд сёл и прилегающих к ним территорий, отражена на флаге специальным приёмом — многопольностью полотнища. Чередующиеся зелёные и жёлтые (золотые) поля также символизируют разнообразную природу сельского поселения и сельскохозяйственную направленность экономики: жёлтый цвет (золото) — символ урожая, богатства, стабильности и уважения, зелёный цвет — символ природы, здоровья, жизненного роста. Две ели указывают на обилие лесов и развитую лесную промышленность — здесь работают несколько лесхозов, лесничеств, оформляется территория заказника.
Большую роль в жизни местного населения играют водные ресурсы — многочисленные пруды и река Воря, отражённые на флаге белой волнистой полосой.
Белый цвет (серебро) — символ чистоты, совершенства, мира и взаимопонимания.